# Ante Milicic
Ante Milicic, né le 4 avril 1974 à Sydney, est un footballeur international australien, devenu entraîneur.

## Biographie
Après une modeste carrière de joueur professionnel, il se reconvertit dans les fonctions d’entraîneur. Le 18 février 2019, la Fédération australienne de football annonce qu'Ante Milicic a été nommé pour prendre en charge sa sélection féminine après le renvoi d'Alen Stajcic. Il quitte ses fonctions en juillet 2020 afin de rejoindre un club de A-League (Macarthur FC).